# عاشقان آسمان سرخ
عاشقان آسمان سرخ (کره‌ای: 홍천기; لاتین‌نویسی اصلاح‌شده: Hong Cheon-gi) یک مجموعهٔ تلویزیونی کره جنوبی سال ۲۰۲۱ با بازی کیم یو-جونگ، آن هیو-سوپ، گونگ میونگ و کواک شی-یانگ است. این مجموعه به کارگردانی جانگ ته یو و نویسندگی هااون است. این مجموعه برگرفته از رمانی با همین نام اثر جونگ اون-گوول، یک درام تاریخی عاشقانهٔ فانتزی دربارهٔ تنها نقاش زن در دوران خیالی سلسلهٔ دان است که به‌طور خلاصه در اسناد تاریخی ثبت شده‌است.
این مجموعه از ۳۰ اوت ۲۰۲۱، دوشنبه و سه‌شنبه‌ها ساعت ۲۲:۰۰ (کی‌اس‌تی) از اس‌بی‌اس برای ۱۶ قسمت پخش شد.

## خلاصهٔ داستان
این مجموعه در دوران سلسلهٔ دان واقع شده‌است، زمانیکه ارواح، شیاطین و خدایان در زندگی انسان‌ها درگیر هستند و داستان رابطهٔ سرنوشت‌ساز یک نقاش زن (کیم یو-جونگ) و یک ستاره‌شناس نابینا (آن هیو-سوپ) را روایت می‌کند.

## بازیگران

### اصلی
- کیم یو-جونگ در نقش هونگ چون-گی[۱۳]
  - لی نام کیونگ در نقش جوانی هونگ چون گی[۱۴]
- آن هیو-سوپ در نقش هارام (ایل‌وول‌سونگ)[۷]
  - چوی سونگ هون در نقش جوانی هارام[۱۴]
- گونگ میونگ در نقش شاهزاده بزرگ یانگ‌میونگ (یی یول)[۱۵]
  - کیم جونگ چول در نقش جوانی شاهزاده بزرگ یانگ‌میونگ
- کواک شی-یانگ در نقش شاهزاده بزرگ جوهیانگ (یی هو)[۱۶]
  - پارک سانگ هون در نقش جوانی شاهزاده بزرگ جوهیانگ[۱۷]

## تولید

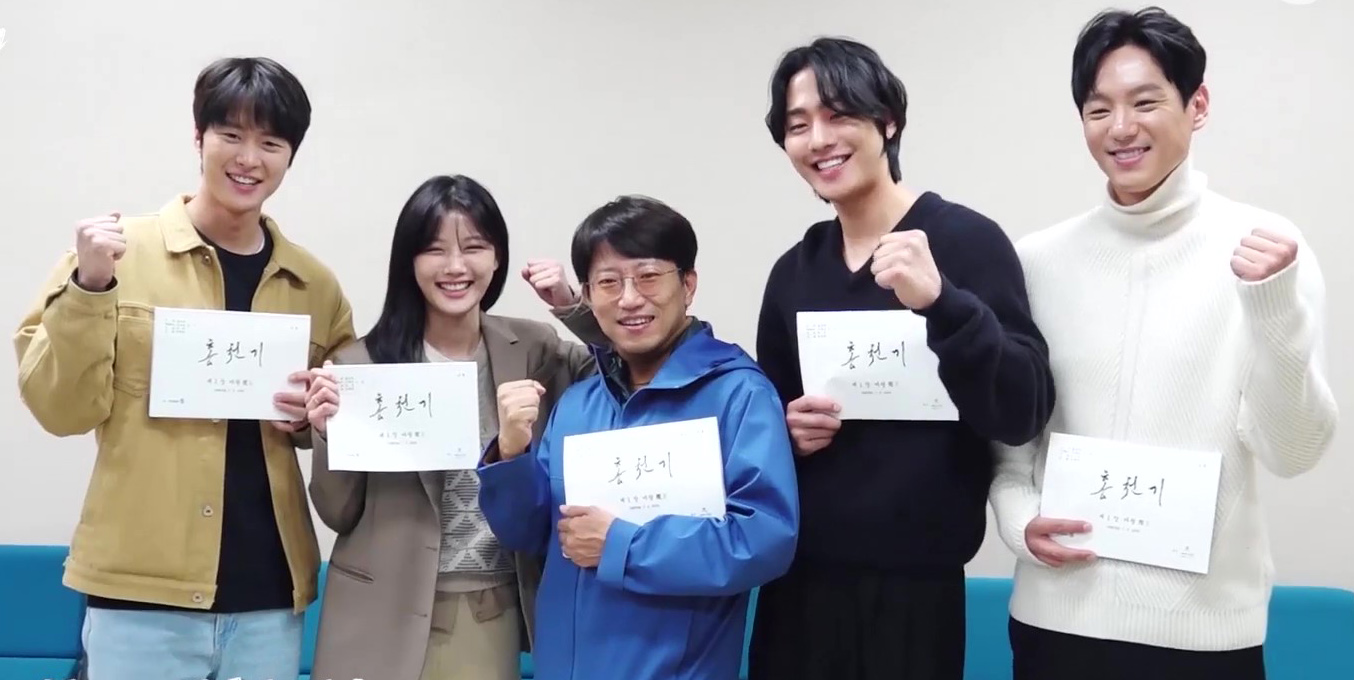
گروه بازیگران عاشقان آسمان سرخ در کنار کارگردان جانگ ته یو در نوامبر ۲۰۲۰

- در ابتدا، این مجموعه را پارک یونگ سون (کارگردان مادر مخفی) کارگردانی می‌کرد.[۱۸]
- اولین جلسهٔ فیلم‌نامه خوانی گروه بازیگران در نوامبر ۲۰۲۰ برگزار شد.[۱۹] در ۸ ژوئیه ۲۰۲۱، عکس‌های محل فیلم‌نامه خوانی توسط تیم تولید منتشر شد.[۲۰]